# Nicholas Longworth
Nicholas Longworth III dit Nick Longworth, né le 5 novembre 1869 à Cincinnati (Ohio) et mort le 9 avril 1931 à Aiken (Caroline du Sud), est un homme politique américain membre du Parti républicain.

## Biographie
Fils du juge Nicholas Longworth II (en) et frère de Clara Longworth — épouse du général Aldebert de Chambrun —, il est membre de la Chambre des représentants des États-Unis de 1903 à 1913, puis de 1915 à 1931. Il est président de l'assemblée de 1925 jusqu'en 1931, lorsque les républicains deviennent minoritaires. Il fut auparavant élu en 1923 chef de la majorité républicaine de la Chambre. Deux ans plus tard, il devient speaker après le départ de Frederick H. Gillett (en) pour le Sénat des États-Unis.
Il épouse en 1906 Alice Roosevelt, fille du président Théodore Roosevelt et d'Alice Hathaway.

## Sources
- (en) Cet article est partiellement ou en totalité issu de l’article de Wikipédia en anglais intitulé « Nicholas Longworth » (voir la liste des auteurs).